# Kawarau Bridge
Kawarau Bridge er en bro, der krydser Kawarau River øst for Queenstown i Otago regionen på Sydøen i New Zealand. Broen er mest af alt kendt som det første sted i verden, hvor man kommercielt kunne springe elastikspring. Det var newzealænderen A.J. Hackett der fik idéen at drive forretning fra broen.
Broen er 43 meter over floden Kawarau Bridge, og i 2003 blev der, i forbindelse med stedets lokaler, bygget oplevelsescenter med interaktive displays, et lille museum for elastikspring, en biograf og en café. Der bliver dagligt udført elastikspring på stedet og mange backpackere lægger vejen forbi Kawarau Bridge for at hoppe ud.
- Wikimedia Commons har flere filer relateret til Kawarau Bridge

45°00′32″S 168°53′56″Ø / 45.009°S 168.899°Ø